# Anammox
Pour les articles homonymes, voir Anaérobie (homonymie).
Oxydation anaérobie de l'ammonium

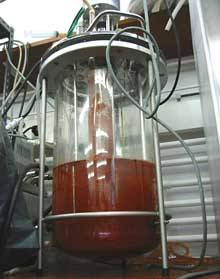
Bioréacteur contenant des bactéries anammox Kuenenia stuttgartiensis (Radboud University Nijmegen)

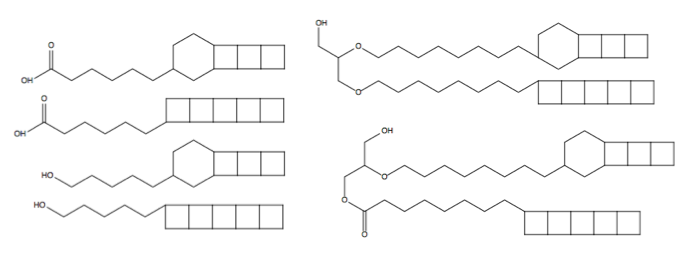
Lipides C17-C20 de type ladderane de bactéries anammox contenant donc trois anneaux cyclobutane concaténés avec un cycle cyclohexane ou cinq cyclobutanes consécutifs. les acides gras correspondants sont esterifiés avec du méthanol ou sur un squelette glycérol tandis que les alcools ladderaniques sont liés via une fonction éther au glycérol, tous dans différentes combinaisons.

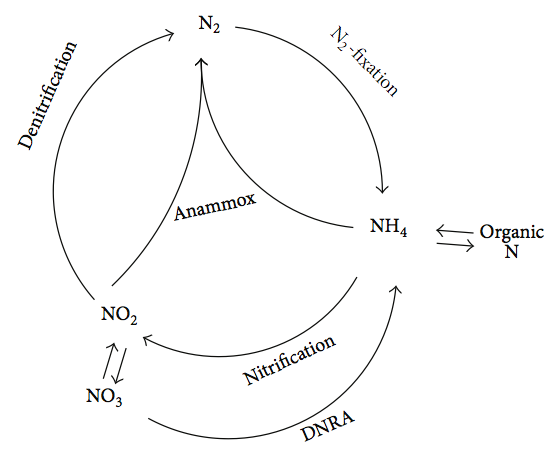
Cycle biologique de l'azote
(DNRA : dissimilatory nitrate reduction to ammonium)

L’oxydation anaérobie de l’ammonium ou l’« anammox» est une voie métabolique microbienne importante du cycle de l'azote au cours de laquelle l’énergie chimique du nitrate NO3− et de l’ammonium NH4+ est utilisée par certaines bactéries pour fixer le dioxyde de carbone. Ces bactéries qui réalisent ce processus ont été identifiées en 1999 et ont constitué à l'époque une surprise pour la communauté scientifique. Ce type de réactions se déroule dans de nombreux milieux naturels. Une méthode d'élimination de l'ammonium développée par l'université technique de Delft est également commercialisée sous le nom d'anammox.

## Observationin vivo
Dans le processus biologique, le cation ammonium NH4+ est oxydé par l'anion nitrite NO2− pour donner du diazote N2. La réaction globale s'écrit :
NH4+ + NO2− → N2 + 2 H2O.
Ce processus contribue à hauteur de 50 % du diazote produit dans l'océan[réf. nécessaire], consommant assez d'azote assimilable (ammonium et nitrite) pour  limiter la production primaire des eaux[réf. nécessaire].
Les bactéries qui effectuent le processus d'anammox appartiennent au phylum bactérien des planctomycètes, dont les genres les mieux connus sont Planctomyces et Pirellula. Actuellement, cinq genres de bactéries anammox ont été (provisoirement) définis : Brocadia, Kuenenia, Anammoxoglobus et Jettenia concernant les espèces d'eau douce, ainsi que Scalindua pour ce qui est des espèces marines.

## Spécificités des bactéries anammox
Les bactéries anammox sont caractérisés par plusieurs propriétés remarquables.
- Elles possèdent toutes un anammoxosome, grand compartiment lié à la membrane à l'intérieur du cytoplasme, où se déroule le catabolisme anammox[1].
- En outre, les lipides constituant les membranes de ces bactéries contiennent une forte proportion d'acides gras de type ladderane[2], tels que l'acide pentacycloanammoxique[3], jusqu'à présent uniques en biologie.
- L'hydrazine N2H4 et l'hydroxylamine NH2OH, toxiques pour la plupart des êtres vivants, sont chez elles des intermédiaires métaboliques du processus d'anammox.
- Enfin, une caractéristique frappante de ces bactéries est leur taux de croissance extrêmement lent, leur temps de doublement étant de près de deux semaines.

## Température de l'eau
Le processus d'anammox avait été initialement observé à des températures comprises entre 20 °C et 43 °C, mais des publications de 2009 ont rapporté des observations, dans des sources chaudes à des températures comprises entre 36 °C et 52 °C, et dans des sources hydrothermales situées le long de la dorsale médio-atlantique à des températures comprises entre 60 °C et 85 °C.

## Application au traitement des eaux usées
Le procédé anammox intervient dans l'élimination de l'ammonium dans le traitement des eaux usées et se compose de deux processus distincts. La première étape est la nitrification partielle (nitrosation) de la moitié de l'ammonium en nitrite par des bactéries telles que Nitrosomonas :
4 NH4+ + 3 O2 → 2 NH4+ + 2 NO2− + 4 H+ + 2 H2O.
Des bactéries anammox peuvent alors convertir l'ammonium NH4+ et le nitrite NO2− en diazote N2 et environ 15 % de nitrate NO3− :
NH4+ + NO2− → N2 + 2 H2O.
Les deux processus peuvent se dérouler dans un réacteur unique où les deux guildes de bactéries forment des granules compacts.
Le procédé anammox représente une alternative aux techniques conventionnelles d'élimination de l'azote mises en œuvre dans les stations d'épuration, tels que l'attestent plusieurs brevets déposés dans le domaine. À l'inverse de la flore microbienne présente dans les étapes de traitement biologique d'une station d'épuration des eaux usées, les bactéries du genre Brocadia anammoxidans sont en mesure de se dispenser d'oxygène et même de consommer du dioxyde de carbone (gaz à effet de serre). L'aération des bassins peut être diminuée, réduisant ainsi les coûts de traitement et les émissions de CO2 jusqu'à 88 %. Le développement des nouveaux procédés se base sur les travaux de recherche accomplis dans les années 1990, portant sur l'activité microbienne lors des processus de nitrification/dénitrification, et en particulier sur les mécanismes affectant la disponibilité des espèces azotées réactives. Les travaux réalisés à Vienne (Nowak et Svardal, 1993; Nowak, 1996), Delft (van Niel et al., 1993; van Loosdrecht et Jetten, 1998) et Hanovre (Abeling, 1994; Hippen, 1999) méritent ici d'être cités. Ces découvertes trouvent leur application à Rotterdam depuis début 2006. En Allemagne, les procédés anammox sont appliqués depuis l'an 2000 dans différentes stations d'épuration, se limitant cependant au traitement d'une partie des effluents (liqueur de boues). Divers systèmes sont disponibles sur le marché pour cette application particulière. La multiplication des expériences dans des installations grandeur nature pourrait montrer dans quelle mesure les exigences technico-économiques du fonctionnement d'une station d'épuration sont rencontrées. L'application du procédé anammox à l'ensemble des eaux pré-traitées ne fait l'objet à ce jour que d'une unique application en Autriche, au sein de la station d'épuration de Strass (Val de Ziller). L'intérêt réside ici également dans la réduction des besoins d'oxygénation et l'évitement des émissions de CO2. Le défi à relever dans ce cas est de rassembler les conditions idéales à la croissance des bactéries anammox (comme par exemple, la température des eaux traitées, l'âge des boues…).

## Intérêt écologique
Le cycle de l'azote basé exclusivement sur les processus de nitrification (oxidation, via l'hydroxylamine, de l'ammoniac en nitrites puis en nitrates), suivis par la dénitrification (réduction des nitrates et des nitrites par étapes en azote gazeux (N2) sous l'effet de l'activité bactérienne en conditions anoxiques) a longtemps été considéré comme la seule voie libérant de l'azote gazeux. La découverte de l'oxydation de l'ammonium par les nitrites grâce à l'activité de bactéries anaérobies (voie anammox) est importante pour la compréhension du cycle de l'azote dans les océans et ouvre de nouvelles perspectives.